# Езра Паунд
Езра Вестон Лумис Паунд (енгл. Ezra Weston Loomis Pound; Хејли, Ајдахо, 30. октобар 1885 — Венеција, 1. новембар 1972) био је амерички књижевник, песник и критичар, један од највећих модернистичких песника у првој половини 20. века. Најпознатији је као један од оснивача књижевног покрета имажизма, збирци епске поезије Канти (The Cantos), као и по томе да је као уредник омогућио каријере својих колега Т. С. Елиота, Џејмса Џојса, Роберта Фроста и Ернеста Хемингвеја. Отворена подршка фашизму и пропагандна делатност за Силе Осовине у Другом светском рату га је, с друге стране, учинила и једном од најконтроверзнијих личности америчке књижевности.

## Биографија
Езра Паунд био је једино дете Хомера Лумиса Паунда и Изабеле Вестон. Његови преци су емигрирали из Енглеске у 17. веку. На Универзитету у Пенсилванији између 1901. и 1903. упознао је песника Вилијама Карлоса Вилијамса с којим ће неговати пријатељство до краја живота. Учио је филозофију, мада је при крају студирања одустао од доктората. Научио је латински, грчки, немачки, француски, италијански, шпански, провансалски и староенглески језик. 1907. се запослио као професор романских језика. У то време већ је писао поезију и водио боемски живот. У фебруару 1908. са књигом својих песама запутио се у Енглеску. У Венецији је 1908. о сопственом трошку штампао своју прву књигу песама A Lume Spento. Исте године је отишао у Лондон. Тамо се спријатељио са песником и уредником Фордом Мадоксом Фордом. Упознао је Вилијама Батлера Јејтса и постао члан "школе слика" коју је предводио филозоф Т. И. Хјум.
1912. Паунд је постао енглески дописник за амерички часопис Поезија (Poetry) који је битно побољшао. Препознао је књижевну вредност онда када су сви остали сумњали код Д. Х. Лоренса и Роберта Фроста. Био је предводник имажиста од 1912-1914. Хилда Дулитл и Ричард Олдингтон су се састајали са Паундом у чајџиници у Кенсингтону. Ту их је Паунд 1912. први пут назвао имажистима, употребивши потом ту реч у својој књизи Противударци (Ripostes).

## Изабрана библиографија

### Поезија
- A Lume Spento, 1908.
- Personae, 1909.
- Exultations, 1909.
- Ripostes, (песме којима је почео имажизам), 1912.
- The Sonnets and Ballate of Guido Cavalcanti, 1912. (преводи)
- Lustra, 1916.
- Hugh Selwyn Mauberley,1920.
- Personae: The Collected Poems of Ezra Pound, 1926.
- Homage to Sextus Propertius, 1934.
- The Pisan Cantos, 1948.
- The Cantos of Ezra Pound (includes The Pisan Contos), 1948.
- Seventy Cantos, 1950.
- Drafts and Fragments: Cantos CX-CXVII,1968.

### Књижевна теорија и критика
- ABC of Reading, 1934.
- Make It New, 1935.